# Motore a sette tempi

Ciclo motore a sette tempi "macchina razionale"

Il motore a sette tempi o macchina razionale è un tipo particolare di motore endotermico (motore a combustione interna), che non venne mai realizzato nella pratica.
Al contrario di quanto si pensa, tra i motori a combustione interna non esistono solo i motori a due o quattro tempi, ma sono stati anche realizzati negli anni passati dei motori con un numero maggiore di tempi.

## La storia
Durante la fine dell'800 e i primi anni del '900 si aprirono prospettive più ampie all'utilizzo dei motori endotermici e l'impiego dei tecnici si rivolse al miglioramento dei rendimenti sia con l'uso di combustibili diversi sia col tentativo di realizzare cicli termodinamici più convenienti.
Vari studiosi, costruirono dei carburatori efficienti con il vantaggio di poter usare combustibili liquidi caratterizzati da un potere calorifero più elevato; successivamente Rudolf Diesel cercò, partendo da considerazioni teoriche, di realizzare una macchina in grado di compiere in pratica il ciclo di Carnot.
Abbandonando tale progetto, per l'impossibilità di realizzare praticamente una trasformazione isoterma, Diesel ideò quella che lui stesso chiamò macchina razionale; si trattava in realtà di una macchina assai complessa mediante la quale, dopo una compressione in due tempi, avrebbe dovuto realizzarsi una espansione a pressione costante, ottenuta bruciando in maniera graduale un combustibile, nello specifico polvere di carbone iniettato direttamente nella camera di combustione.

## Descrizione
L'intero ciclo avrebbe dovuto compiersi in tre diversi cilindri (uno di bassa pressione e due di alta pressione) nei quali, in sette tempi era previsto lo svolgimento delle seguenti fasi:
1. aspirazione aria nel cilindro a bassa pressione;
2. precompressione;
3. aspirazione da parte del cilindro alta pressione;
4. compressione nel cilindro alta pressione;
5. iniezione e accensione spontanea del combustibile con prima espansione a pressione costante;
6. travaso e seconda espansione nel cilindro bassa pressione.;
7. Scarico dal cilindro a bassa pressione

I due cilindri A.P realizzavano i cicli a quattro tempi mentre il cilindro di B.P realizzava, contemporaneamente l'espansione e scarico, l'aspirazione e la precompressione.
La macchina razionale non fu mai realizzata in pratica, tuttavia dall'idea di Diesel ebbe origine la grande famiglia dei motori a combustione interna con accensione spontanea, il cui ciclo di funzionamento può svolgersi in due o quattro tempi.